# Tour de Singkarak
Tour de Singkarak, znany również jako Tour of Singkarak – wieloetapowy wyścig kolarski rozgrywany corocznie wokół jeziora Singkarak w Indonezji.
Wyścig organizowany jest od 2009 i od początku należy do cyklu UCI Asia Tour z kategorią 2.2. 

## Zwycięzcy
Opracowano na podstawie:
| Rok  | Pierwsze               | Drugie            | Trzecie               |
| ---- | ---------------------- | ----------------- | --------------------- |
| 2009 | Ghader Mizbani Iranagh | Amir Zargari      | Cameron Jennings      |
| 2010 | Ghader Mizbani Iranagh | Hossein Askari    | Amir Zargari          |
| 2011 | Amir Zargari           | Choi Ki Ho        | Maint Berkenbosch     |
| 2012 | Óscar Pujol            | Jai Crawford      | Feng Chun-kai         |
| 2013 | Ghader Mizbani Iranagh | Johan Coenen      | Amir Kolahdozhagh     |
| 2014 | Amir Zargari           | Rahim Ememi       | Ramin Mehrabani       |
| 2015 | Arvin Moazemi          | Amir Zargari      | Hossein Askari        |
| 2016 | Amir Kolahdozhagh      | Dadi Suryadi      | Ricardo García Ambroa |
| 2017 | Khalil Khorshid        | Daniel Whitehouse | Yonathan Monsalve     |
| 2018 | Jesse Ewart            | Nikodemus Holler  | Ariya Phounsavath     |
| 2019 | Jesse Ewart            | Cristian Raileanu | Samad Poor Seiedi     |